# چمدیلاوند سفلی
چمدیلاوند سفلی، روستایی از توابع بخش درب گنبد شهرستان کوهدشت در استان لرستان ایران است.

## جمعیت
این روستا در دهستان درب گنبد قرار دارد و براساس سرشماری مرکز آمار ایران در سال ۱۳۸۵، جمعیت آن ۱۳۷ نفر (۲۴خانوار) بوده‌است.